# دبليو سي دبليو: ذا ماين إيفنت
دبليو سي دبليو: ذا ماين إيفنت (بالإنجليزية: WCW:The Main Event)‏ ، هي أول لعبة فيديو إلكترونية التي رخصها اتحاد المصارعة العالمي لنظام لعبة فيديو المحمولة، نشرها سنة 1994م.

## مصدر
1. ↑  "WCW: The Main Event". GamePro. International Data Group. ع. 60. يوليو 1994. ص. 130.

## وصلات خارجية
- WCW The Main Event at GameFAQs
- WCW The Main Event at MobyGames

خ